# اللاجئون في أذربيجان
كانت جمهورية أذربيجان الاشتراكية السوفياتية واحدة من أولى جمهوريات الاتحاد السوفياتي التي تواجه مشكلة اللاجئين والمشردين داخليا.اللاجئون هم من أصل أذربيجاني من أرمينيا.

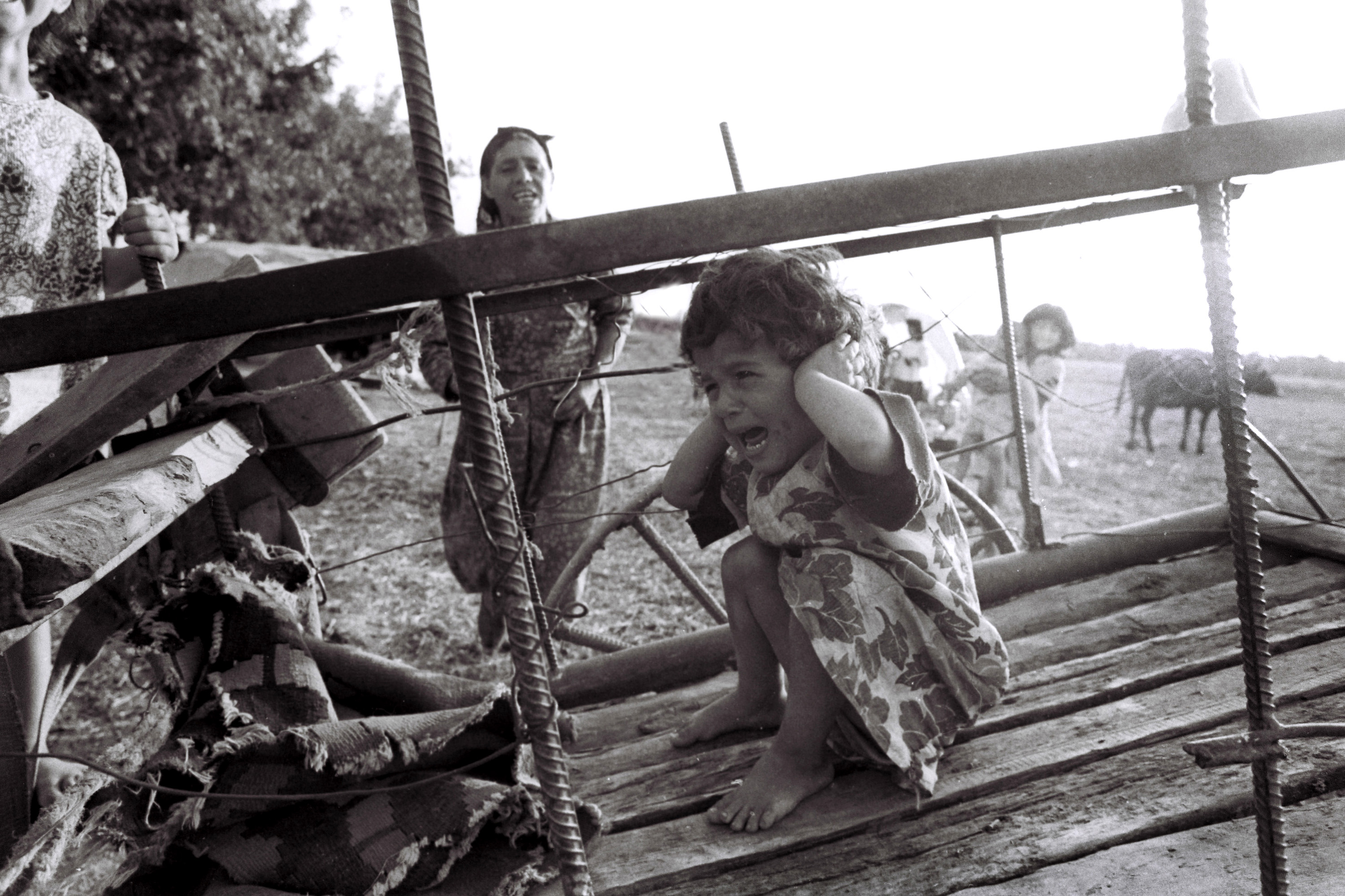
اللاجئون الأذربيجانيون من كاراباخ.

## اللاجئون من أرمينيا

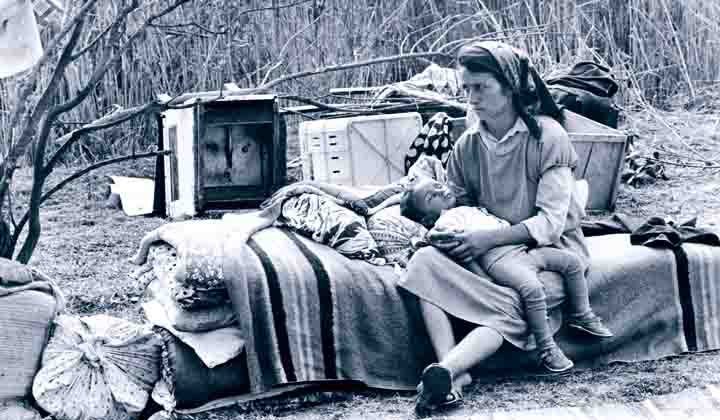
اللاجئون الأذربيجانيون.

ووفقا لتعداد عام 1979، فإن الأذربيجانيين يبلغ عددهم 841 160 نسمة ويمثلون 5.3 في المائة من سكان أرمينيا. وفي عام 1987، أجبرت  الاضطرابات المدنية في ناغورني كاراباخ الأذربيجانيين على مضايقتهم في كثير من الأحيان ومغادرة أرمينيا.وفي عام 1998، اعتمد قانون المواطنة. وفي عام 1999، اعتمد القانون المتعلق بمركز اللاجئين والمشردين داخليا (المشردين داخليا) والقانون المتعلق بالحماية الاجتماعية للمشردين داخليا والأشخاص المعادلين لهم.وقد تم بناء مستوطنات جديدة للاجئين والمشردين داخليا منذ عام 2002.

## الأشخاص المشردون داخليا
وفي عام 1990، نقل حوالي 000 50 أتراك من أهالي آسيا الوسطى (فيرغانا، أوزبكستان) إلى أماكن أخرى. وبموجب قانون المواطنة لعام 1998، يتمتع جميعهم بالحق في المواطنة.ومنذ عام 2001 ، كثفت الحكومة جهودها لمعالجة مشكلة المشردين داخليا.وفي عام 2002، بدأ بناء مستوطنات جديدة وألغيت جميع المخيمات في نهاية عام 2007.

## وطالبو اللجوء الآخرون
في عام 1989، أدى الجدل الدولي إلى إزالة الأتراك المسلمين من أوزبكستان.هذه المجموعة من اللاجئين في أذربيجان حوالي 50,000 شخص.

## حقوق اللاجئين في أذربيجان
والفحص الطبي، والحصول على الأدوية الأساسية مجانا
خدمات خاصة للحماية الاجتماعية للسكان
بدء دعوى قضائية لحماية الحقوق
الاستفادة من المعونة الإنسانية
حرية الدين
الحصول على تصريح سفر خارج جمهورية أذربيجان

## الأشخاص الراغبون في الحصول على مركز اللاجئ
وهناك نحو 000 11 شخص في أذربيجان يسعون للحصول على مركز اللاجئ.معظم السكان الشيشان وأفغانستان وإيران والعراقيين والفلسطينيين مدرجة هنا.

## التحديات
والعلاقة بين المشردين داخليا والسكان المحليين غير سارة عموما، وهناك مستوى عال من التسامح بين السكان الأصليين، على الرغم من أن النزاعات تنشأ عن الوضع الخاص للنازحين .